# Ислас, Омар
Омар Ислас Эрнандес (исп. Omar Islas Hernández; 13 апреля 1996, Наукальпан, Мексика) — мексиканский футболист, нападающий клуба «Атлетико Морелия».

## Клубная карьера
Ислас — воспитанник клуба УНАМ Пумас. 17 сентября 2014 года в поединке Кубка Мексики против «Толуки» Омар дебютировал за основной составе «пум». 11 января 2015 года в матче против «Керетаро» он дебютировал в мексиканской Примере, заменив во втором тайме Хосе Ван Ранкина. 4 августа 2016 года в матче Лиги чемпионов КОНКАКАФ против тринидадского «Ви Коннекшон» Ислас забил свой первый гол за «УНАМ Пумас».